# Mangaweka
Mangaweka ist eine Siedlung im Rangitikei District der Region Manawatū-Whanganui auf der Nordinsel von Neuseeland.

## Geographie
Die Siedlung befindet sich rund 62 km nordnordöstlich von Palmerston North am Rangitīkei River. Durch die Siedlung führen der New Zealand State Highway 1 und die früheren Eisenbahntrasse des North Island Main Trunk Railway.

## Geschichte
Die Siedlung war einst eine Eisenbahnersiedlung und durch ein 288 m lange Eisenbahn-Viadukt nordöstlich der Siedlung und seinem Tunnel südlich der Siedlung bekannt. Die Strecke wird seit 1981 nicht mehr befahren.

## Bevölkerung
Zum Zensus des Jahres 2013 zählte der Ort 150 Einwohner, 15,3 % weniger als zur Volkszählung im Jahr 2006.

## Sehenswürdigkeiten
Neben Geschäften mit Kunsthandwerk befindet sich in der Siedlung ein Café mit einer ausgestellten Douglas DC-3 und die Kirche St. Patrick's Church.

## Tourismus
Neben Rafting, Angeln und Wanderungen entlang der Bahnstrecke des früheren North Island Main Trunk Railway mit seinen Tunneln, werden an den Papa Cliffs am Rangitīkei River Fahrten mit der Seilrutsche und Bungee Jumping angeboten.
Die Siedlung ist jährlich im Oktober oder November Ort der kontroversen Ausstellung „Fakes & Forgeries Art Exhibition and Festival“.

## Persönlichkeiten
- Sam Hunt, Dichter
- Robin White, Künstler (sein Gemälde „Mangaweka“ hängt im Museum of New Zealand Te Papa Tongarewa)
- Richard Aslett, Fotograf und Künstler